# Suursoo
Suursoo es una localidad del municipio de Rae en el condado de Harju, Estonia. Tiene una población estimada, a principios del año 2020, de 83 habitantes.
Se encuentra ubicada en el centro del condado, a poca distancia al sur de Tallin y de la costa del golfo de Finlandia (mar Báltico), y cerca del río Pirita.